# Куйтун (Забайкальський край)
Куйту́н (рос. Куйтун) — селище у складі Краснокаменського району Забайкальського краю, Росія. Входить до складу Юбілейнинського сільського поселення.

## Населення
Населення — 313 осіб (2010; 340 у 2002).
Національний склад (станом на 2002 рік):
- росіяни — 91 %